# Моцаника
Моцаника (итал. Mozzanica) је насеље у Италији у округу Бергамо, региону Ломбардија.
Према процени из 2011. у насељу је живело 4474 становника. Насеље се налази на надморској висини од 104 м.

## Становништво
Према резултатима пописа становништва 2011. у општини је живело 4.574 становника.
| 1931. | 1936. | 1951. | 1961. | 1971. | 1981. | 1991. | 2001. | 2011. |
| ----- | ----- | ----- | ----- | ----- | ----- | ----- | ----- | ----- |
| 2.164 | 2.289 | 2.576 | 1.921 | 2.859 | 3.210 | 3.398 | 3.921 | 4.574 |